# Eudorylas brunnipennis
Eudorylas brunnipennis är en tvåvingeart som först beskrevs av Becker 1900.  Eudorylas brunnipennis ingår i släktet Eudorylas och familjen ögonflugor.
Artens utbredningsområde är Peru. Inga underarter finns listade i Catalogue of Life.